# Kokusai Ku-7
Il Kokusai Ku-7 Manazuru (真鶴? gru dal collo bianco), al quale venne assegnato dagli alleati il nome in codice Buzzard, fu un aliante da trasporto militare pesante, monoplano ad ala alta e doppia trave di coda sviluppato dall'azienda aeronautica giapponese Nippon Kokusai Koku Kogyo KK nei primi anni quaranta.
Basato sul precedente Maeda Ku-1, del quale era sostanzialmente una variante ingrandita, venne proposto al Dai-Nippon Teikoku Rikugun Kōkū Hombu, la componente aerea dell'esercito imperiale giapponese, ma a causa dell'evoluzione sfavorevole all'Impero giapponese delle fasi finali della seconda guerra mondiale ne venne limitata la produzione in serie a soli nove esemplari. Una pianificata variante motorizzata, analogamente all'operazione compiuta con il tedesco Gotha Go 242 nella realizzazione del Go 244, indicata come Kokusai Ki-105 Otori non superò mai la fase progettuale.

## Storia del progetto
In seguito al successo ottenuto dalle truppe aviotrasportate della tedesca Wehrmacht grazie all'utilizzo dell'aliante DFS 230 durante la campagna di Francia, specie in occasione della battaglia del Forte Eben-Emael, nei primi anni quaranta il Reichsluftfahrtministerium (RLM) promosse lo sviluppo di un nuovo modello di aliante da trasporto che fosse in grado di trasportare una maggiore quantità di equipaggiamenti tattici, tra cui un mezzo leggero come la Kübelwagen, o un maggior numero di truppe aviotrasportate, il Gotha Go 242, soluzione intrapresa anche dalle forze armate delle nazioni alleate con lo statunitense Waco CG-4A o i britannici Airspeed Horsa e General Aircraft Hamilcar.
Analogamente, anche l'esercito imperiale giapponese studiò una simile soluzione, affidando nel 1942 il compito di sviluppare un mezzo adatto allo scopo alla Nippon Kokusai Koku Kogyo. L'ufficio tecnico dell'azienda diretto dall'ingegnere Kozo Masuhara in collaborazione con l'istituto di ricerca scientifica dell'Università Imperiale di Tokyo, iniziò il progetto basandosi sull'impostazione del Maeda Ku-1, un aliante destinato all'addestramento caratterizzato da una soluzione a doppia trave di coda, che in una sua versione ingrandita avrebbe consentito di realizzare, come nel caso del Go 242, un portellone di carico posteriore, divenendo il più grande aliante mai costruito in Giappone.
Il velivolo aveva una fusoliera in grado di accogliere 32 soldati completamente equipaggiati, oppure 7 600 kg di merci o anche un carro armato leggero Type 98 Ke-Ni. Date le dimensioni e le capacità di carico avrebbe potuto essere trainato da potenti mezzi aerei come i bombardieri medi Nakajima Ki-49 o Mitsubishi Ki-67.
I lavori di sviluppo si protrassero per oltre un anno ed il prototipo venne portato in volo per la prima volta il 19 agosto 1944, quando oramai la situazione bellica dell'Impero giapponese era compromessa e un simile mezzo di trasporto risultava superato dagli eventi, anche per la scarsa disponibilità di aerei adatti al traino.
Pur non superando mai la fase sperimentale, il Ku-7 venne realizzato in nove esemplari prima che le nuove priorità imponessero all'azienda di abbandonarne lo sviluppo in favore di modelli ritenuti più necessari. Tuttavia l'esperienza maturata nel suo sviluppo venne riversata in una sua versione motorizzata, indicata prima come Ku-7-II e poi Kokusai Ki-105 Otori, un bimotore da trasporto tattico che riproponeva l'impostazione generale del Ku-7 dotandolo di una coppia di motori radiali collocati in gondole sul proseguimento delle travi di coda.

## Versioni
Ku-7
prototipo.
Ku-7-II
designazione originale del Ki-105.
Ki-105 Otori
variante motorizzata del Ku-7.

## Utilizzatori
Giappone
- Dai-Nippon Teikoku Rikugun Kōkū Hombu

### Pubblicazioni
- Tullio Marcon, Le denominazioni dei velivoli giapponesi, in Storia Militare, VIII, n. 81, Parma, Albertelli Edizioni Speciali srl, giugno 2000.
- Transport Gliders: The Rise and Demise of a Weapon: Part Three, in Air Enthusiast, Vol. 2, No. 5, maggio 1972.